# Caridina timorensis
Caridina timorensis е вид десетоного от семейство Atyidae.

## Разпространение
Видът е разпространен в Индонезия.